# Recopa Sul-Brasileira 2010
La Recopa Sul-Brasileira 2010 è stata la 4ª ed ultima edizione della Recopa Sul-Brasileira.

## Squadre partecipanti
| Club           | Città     | Stato             | Motivo qualificazione                               |
| -------------- | --------- | ----------------- | --------------------------------------------------- |
| Brusque        | Brusque   | Santa Catarina    | Vincitore della Copa Santa Catarina                 |
| Cerâmica*      | Gravataí  | Rio Grande do Sul | Finalista di Copa FGF                               |
| Roma Apucarana | Apucarana | Paraná            | Vincitore del Campeonato Paranaense Segunda Divisão |
| Paulista       | Jundiaí   | San Paolo         | Vincitore della Copa Paulista                       |

*L'Internacional B, vincitore della Copa FGF, rinuncia a partecipare alla Recopa. Al suo posto, la Federação Gaúcha de Futebol ha deciso che prenderà parte il Cerâmica alla competizione.

## Risultati
|  | Semifinali     | Semifinali     | Semifinali |          |         | Finale  | Finale | Finale |  |
|  |                |                |            |          |         |         |        |        |  |
|  | Brusque        | Brusque        | 3          |          |         |         |        |        |  |
|  | Brusque        | Brusque        | 3          |          |         |         |        |        |  |
|  | Paulista       | Paulista       | 2          |          |         |         |        |        |  |
|  | Paulista       | Paulista       | 2          |          | Brusque | Brusque | 0      |        |  |
|  |                |                |            |          | Brusque | Brusque | 0      |        |  |
|  |                |                | Cerâmica   | Cerâmica | 1       |         |        |        |  |
|  | Cerâmica       | Cerâmica       | Cerâmica   | Cerâmica | 1       | 1       |        |        |  |
|  | Cerâmica       | Cerâmica       |            |          |         |         |        |        |  |
|  | Roma Apucarana | Roma Apucarana | 0          |          |         |         |        |        |  |